# Историја одевања и текстила
Проучавање историје одеће и текстила прати развој, употребу и доступност одеће и текстила током људске историје. Одећа и текстил одражавају материјале и технологије доступне у различитим цивилизацијама у различито време. Разноликост и дистрибуција одеће и текстила у друштву откривају друштвене обичаје и културу.
Ношење одеће је искључиво људска карактеристика и одлика је већине људских друштава. Мушкарци и жене почели су да носе одећу након последњег леденог доба. Антрополози верују да су животињске коже и вегетација адаптирани у покриваче као заштита од хладноће, врућине и кише.
Текстил се може испресовати или исплести од влакана упредених у предиво и потом умрежити, повезати, уплести или исткати да би се направиле тканине, које су се појавиле на Блиском истоку током касног каменог доба. Од античких времена до данас, методе производње текстила непрекидно су се развијале, а избор доступног текстила утицао је на то како су људи носили своју одећу, облачили се и украшавали своју околину.
Извори доступни за проучавање одеће и текстила укључују материјалне остатке откривене путем археологије; приказивање текстила и његове производње у уметности; и документа који се тичу производње, набавке, употребе и трговине тканинама, алатима и готовом одећом. Проучавање историје текстила, посебно ранијих фаза, део је студија материјалне културе.

## Праисторијски развој
Развој производње текстила и одеће у праисторији био је предмет бројних научних студија. Ови извори помогли су у пружању кохерентне историје ових праисторијских збивања. Докази сугеришу да су људи можда почели да носе одећу пре 100.000 до 500.000 година.

### Рано усвајање одеће
Генетска анализа сугерише да се људска телесна ваш, која живи у одећи, можда одвојила од сиве ваши пре око 170 000 година, што говори у прилог доказима да су људи почели да носе одећу отприлике у то време. Ове процене претходе првом познатом егзодусу људи из Африке, мада се чини да су друге хоминидне врсте које су можда носиле одећу - и делиле ове заразе вашима - мигрирале раније.
Игле за шивење датиране су пре најмање 50 000 година (Денисова пећина, Сибир). Најстарији могући пример је од пре 60 000 година, врх игле (недостаје стабло и око) пронађен у пећини Сибуду у Јужној Африци. Други рани примери игала од пре 41.000 до 15.000 година налазе се на више локација, нпр. Словенија, Русија, Кина, Шпанија и Француска.
Најранија обојена ланена влакна пронађена су у праисторијској пећини у Грузији и датирају од 36.000. године.
Око 25.000 година стара фигурица Венере „Венера из Леспуга“, пронађена у јужној Француској у Пиринејима, приказује сукњу од тканине или увијених влакана. Друге фигурице пронађене у западној Европи красили су шешири или капе, појасеви у струку и каиш од тканине који се омотавао око тела тачно изнад груди. Источноевропске фигурице носиле су каишеве, ниско на боковима, а понекад и сукње од влакана.

## Древни текстил и одећа
Знање о древном текстилу и одећи проширило се у недавној прошлости захваљујући савременом технолошком развоју. Први стварни текстил, за разлику од шивених кожа био је филц - пресована биљна влакна. Први познати текстил Јужне Америке откривен је у volume=38|пећини Гуитареро у Перуу. Ткан је од биљних влакана и датира од 8000. п. н. е. Преживели примерци Nålebindingа, још једне ране методе текстила, пронађени су у Израелу и потичу из 6500. п. н. е.

### Разбоји
Од праисторије до раног средњег века, за већи део Европе, Блиског истока и Северне Африке, две главне врсте разбоја доминирају у производњи текстила. То су вертикални разбоји и разбоји са две ните. Дужина платнене ните одређивала је ширину тканине на којој се ткало и могла је бити широка 2-3 метра. Рано ткана одећа често је била израђена од пуне ширине разбоја драпирана, везана или закачена на лицу места.

### Очување
Наше знање о културама увелико варира у зависности од климатских услова којима су изложена археолошка налазишта; Блиски исток и сушни рубови Кине пружили су многе врло ране узорке у добром стању, али рани развој текстила на индијском потконтиненту, потсахарској Африци и другим влажним деловима света остаје нејасан. У северној Евроазији тресетишта такође могу врло добро да сачувају текстил.

### Трговина текстилом у древном свету
Током неолита и бронзаног доба, плодно тло Евроазијске степе пружало је место мрежи номадских заједница за развој и интеракцију. Степска рута је увек повезивала регије азијског континента трговином и пренос културе, укључујући одећу.
Око 114. пре Христа, династија Хан, покренула је трговински пут Пут свиле. Географски гледано, Пут свиле је међусобно повезана серија древних трговинских путева између Чанг'ана (данашњи Сијан) у Кини, са Малом Азијом и Медитераном, који се протежу на преко 8 000 км на копну и мору. Трговина на путу свиле била је значајан фактор у развоју великих цивилизација Кине, Египта, Месопотамије, Персије, индијског потконтинента и Рима, и помогла је да се поставе темељи модерном свету. Размена луксузног текстила била је доминантна на Путу свиле, који је повезивао трговце, ходочаснике, монахе, војнике, номаде и градске становнике из Кине са Средоземним морем током различитих временских периода.

### Древни Блиски исток
Најранији познати ткани текстил на Блиском истоку су ланене тканине које су се користиле за умотавање мртвих, ископане на неолитском налазишту Чатал Хојук у Анадолији, карбонизоване и „заштићене са неколико слојева глине/гипса, у анаеробном окружењу. Биле су „печене“ или „куване на пари“ у ватри и радиоактивном угљенику-14 датираном око 6000. п. н. е. Постоје докази о узгоју лана из око 8000. п. н. е. на Блиском истоку, али узгој оваца са вуненим руном, а не длаком, јавља се много касније, око 3000. п. н. е.

У Месопотамији је одећа Сумера била врло једноставна, нарочито лети, а зими је то била одећа од овчијег крзна. Чак су и богати мушкарци били приказани са голим торзоом, одевени у неку врсту кратке сукње, познате као каунаке, док су жене носиле дугу хаљину до чланака. Краљ је носио тунику, капут који му је сезао до колена, са појасом у средини. Временом је развој заната ткања вуне довео до велике разноликости одеће. Тако су пред крај 3. миленијума пре нове ере и касније мушкарци носили тунику са кратким рукавима, чак и преко колена, са појасом (преко кога су богати носили вунени огртач). Женске хаљине имале су разноликији дизајн: са рукавима или без њих, уске или широке, обично дуге и без истицања тела.
- Сумерске статуе (мушке и женске); 2800-2400. п. н. е. рани династички период; Ирачки национални музеј (Багдад)
- Женске статуе; 2800-2400. п. н. е. (рани династички период); храм Абу у Тел Ашмару, Ешнуна - Ирак); Национални музеј Ирака.
- Кип Ебих-Ила; око 2400. п. н. е.; гипс, шкриљац, шкољке и лапис лазули; висина: 52,5 cm; Лувр (Париз)

### Древна Индија
До данас су ископавања цивилизацијских подручја долине Инда дала неколико увијених памучних нити у контексту траке за огрлицу од перли. Међутим, фигурице од теракоте откривене у Мергару приказују мушку фигуру која носи оно што се обично тумачи као турбан. Фигурице, назване „Краљ свештеника“, са локалитета Мохенџо-даро, приказују ношење шала са цветним узорцима. До сада је ово једина скулптура из долине Инда која приказује одећу тако експлицитно детаљно. Друге скулптуре Плесачица, ископане из Мохенџо-дара, приказују само ношење наруквица и другог накита. Међутим, не постоји ниједан конкретан доказ којим би се приказала историја одеће у харапанско доба. Харапани су можда користили природне боје за бојење своје тканине. Истраживања показују да је преовлађивало гајење индиго биљака (род: Индигофера).
Херодот, древни грчки историчар, спомиње индијски памук у 5. веку пре нове ере као „вуну која по лепоти и доброти превазилази овчју“. Када је Александар Велики напао Индију, 327. п. н. е, његове трупе су почеле да носе памучну одећу која је била удобнија од њихове претходне вунене. Страбон, други грчки историчар, споменуо је живахност индијских тканина, а Аријан је говорио о индијско-арапској трговини памучним тканинама 130. године н.е.
- Статуа „Краља свештеника“ у хаљини; 2400–1900. п. н. е.; 17,5 cm, стеатит; Национални музеј Пакистана (Карачи)
- Статуа Дидаргањ Јакши; око 300. п.н.е; Музеј Бихар (Индија)
- Буда у касаја хаљини; око 200. п.н.е; Национални музеј у Токију (Јапан)
- Плесна група, период Гупта; око 300. године н.е.; Национални музеј (Њу Делхи)
- Шакунтала - Махабхарата, аутор Раџа Рави Варма

### Древни Египат
Постоје докази о производњи ланеног платна у старом Египту у неолитском периоду, око 5500. п. н. е. Гајење припитомљеног дивљег лана, вероватно увоз са Леванта, документује се већ око 6000. п. н. е. Друга биљна влакна, укључујући рогоз, трску, палму и папирус, коришћена су сама или са платном, за израду конопаца и других текстила. У овом периоду су докази о производњи вуне у Египту оскудни.
Технике предења укључивале су вретено, ручно предење и ваљање; предиво је такође спајано. Хоризонтални подни разбој је коришћен пре Новог краљевства, када је уведен вертикални разбој са две ните, вероватно из Азије.

Ланено платно је коришћено при мумификацији, а уметност приказује египатске мушкарце који носе ланене килтове и жене у уским хаљинама са разним облицима кошуље и јакне.
- Пар сандала; 1390–1352. п.н.е; трава, трска и папирус; Метрополитенски музеј уметности (Њујорк)
- Илустрација из књиге Древна египатска, асирска и персијска ношња и украси
- Илустрација богиње из књиге Древна египатска, асирска и персијска ношња и украси
- Статуа Собекхотепа, који носи египатску мушку сукњу, музеј Неуес (Берлин, Немачка)

### Древна Кина
Најранији докази о производњи свиле у Кини пронађени су на налазиштима културе Јангшао у Ксиау, покрајина Шанси, где је пронађена чаура свилене бубе, преполовљена оштрим ножем, датирана између 5000 и 3000. п. н. е. Фрагменти примитивних разбоја виде се и са налазишта културе Хемуду у месту Јујао, Чешанг, датираним око 4000. п. н. е. Комади свиле пронађени су на локалитету културе Лиангчу у месту Хуџоу, Чешанг, још од 2700. године п. н. е. Остали фрагменти су пронађени у краљевским гробницама из династије Шанг (око 1600 - око 1046. п. н. е.).

Под династијом Шанг, одећа Хан Кинеза или Ханфу састојала се од ји, тунике до колена уских манжета везаних ременом и уске сукње дужине до глежња, зване шанг, која се носила са бикси, тканином која је допирала до колена. Одећа елите била је израђена од свиле у живописним основним бојама.
- Слика цара Јаоа, аутор Ма Лин
- Жути цар
- Ткана свила из гробнице бр. 1, Мавангдуи, Чангша (провинција Хунан, Кина), 2. век п. н. е.
- Цар Ву из династије Ћин, слика дворског уметника Јана Либена из 7. века

### Древни Тајланд
Најранији докази о предењу на Тајланду могу се наћи на археолошком налазишту Тха Кае које се налази у централном Тајланду. Тха Кае је био насељен крајем првог миленијума п. н. е. до краја првог миленијума н.е. Овде су археолози открили 90 фрагмената вретена датираних од 3. века п. н. е. до 3. века н.е. Облик ових налаза указује на везе са јужном Кином и Индијом.

### Древни Јапан
Најранији докази о ткању у Јапану повезани су са Џомон периодом. Ову културу дефинише грнчарија украшена шарама трака. У префектури Мијаги, у хумкама из 5.500, откривени су неки фрагменти тканине направљени од влакана коре. Влакна конопље такође су откривена у хумки Торихама, префектура Фукуи, још из периода Џомон, што сугерише да су ове биљке могле да се користе и за одећу. Неки керамички узорци приказују и фине дизајне простирки, доказујући њихове технике ткања. На шарама Џомон керамике виде се људи који носе кратку горњу одећу, уске панталоне, левкасте рукаве и каишеве попут конопца. На приказима је приказана и одећа са шарама које су везене или обојене. Керамика такође не показује разлику између мушке и женске одеће. То је можда било тачно јер је у том временском периоду одећа била више за украс него за друштвену разлику, али то може бити и због приказа на грнчарији, а не због тога како су се људи у то време стварно облачили. Будући да су пронађене и коштане игле, претпоставља се да су носиле хаљине које су биле сашивене.
Следи период Јајои, током кога је развијено узгајање пиринча. То је довело до преласка са заједница ловаца и сакупљача на аграрна друштва која су имала велики утицај на одећу. Према кинеској литератури из тог временског периода, почела је да се носи одећа примеренија пољопривреди. На пример, нешивена тканина омотана око тела или одећа типа пончо са урезаном рупом за главу. Иста литература такође указује на то да се носила ружичаста или гримизна шминка, али и да се манири међу људима свих старосних група и полова нису много разликовали. Међутим, ово је дискутабилно јер су у кинеском документу вероватно постојале културне предрасуде. Јапанско је веровање да је период Јајои био прилично утопијски пре него што је кинески утицај почео да промовише употребу одеће која означава старост и пол.
Од 300. до 550. године наше ере био је Јамато период, и овде се већи део одевног стила може извести из тадашњих артефаката. Гробарске статуе (ханива) посебно нам говоре да се стил одеће променио од онога према кинеским извештајима из претходног доба. Кипови обично носе дводелну одећу која има горњи део са предњим отвором и рукавима, са широким панталонама за мушкарце и сукњама за жене. Узгој свиле Кинези су увели до овог временског периода, али због цене свиле користили су је само људи одређених класа.
Следећи периоди су били Асука (550. до 646. године нове ере) и Нара (646. до 794. године нове ере) када је Јапан развио јединственију владу и почео да користи кинеске законе и социјалне ранг листе. Ови нови закони захтевали су од људи да носе различите стилове и боје како би указивали на социјални статус. Одећа је уопште постала дужа и шира, а методе шивења напредније.

### Класична Грчка
Тканина у древној Грчкој била је ткана на разбоју. Прва сачувана слика ткања у западној уметности је на теракота лекитос - боци за уље, у Музеју уметности Метрополитен, Њујорк. Ваза, око 550-530. п. н. е, приказује две жене како ткају на усправном разбоју. Основе, које се вертикално воде до шипке на врху, на дну су повезане теговима који их држе затегнутима. Жена са десне стране прелази ткачким чунком који садржи нит за ткање преко средине основе. Жена лево користи батину да учврсти већ исплетене нити.
Хаљина у класичној антици фаворизовала је широке, нешивене тканине, на разне начине закачене за тело.
Древна грчка одећа била је од вуне или платна, углавном правоугаоног облика, и на раменима причвршћеног украшеним иглама званим фибуле и са појасом. Типична одећа била је пеплос, широка хаља коју су носиле жене; хламис, огртач који су носили мушкарци; и хитон, туника коју су носили и мушкарци и жене. Мушки хитони били су до колена, док су женски хитони падали до чланака. Дуги плашт химатион су носили преко пеплоса или хламиса.
Тога античког Рима био је такође несашивена вунена тканина, носили су је мушки грађани око тела у разним облицима, преко једноставне тунике. Ране тунике су била два једноставна правоугаоника спојена на раменима и боковима; касније тунике су имале ушивене рукаве. Жене су носиле драпирану столу или тунику дужине до глежња, са палом налик на шал као горњу одећу. Вуна је била преферирана тканина, мада су се такође носили лан, конопља и мале количине скупе увозне свиле и памука.

### Гвоздено доба у Европи
Гвоздено доба је дефинисано да се протеже од краја бронзаног доба, око 1200. п. н. е, до 500. године н.е и почетка средњовековног периода. Из овог периода пронађена су тела и одећа, сачувани у анаеробним и киселим условима тресетишта у северозападној Европи. Данска идентификација одеће пронађене са таквим телима указује на ткане вунене хаљине, тунике и сукње. Оне су углавном били необликоване и држане су кожним каишевима и металним брошевима или иглама. Одећа није увек била обична, већ је садржавала контрастне боје, посебно на крајевима и ивицама одеће. Мушкарци су носили панталоне до колена, могуће са потколеницама умотаним ради заштите, мада Боухер наводи да су пронађене и дуге панталоне. Топлота је долазила од вунених шалова и пелерина од животињске коже, вероватно ношених са крзном окренутим ка унутра за додатну удобност. Носиле су се капе, такође од коже, а нагласак је био на аранжманима за косу, од плетеница до сложених суебијских чворова. Меке ципеле направљене од коже штитиле су стопало.

## Средњовековна одећа и текстил
Историја средњовековне европске одеће и текстила инспирисала је много научног интереса у 21. веку. Елисабет Крауфут, Френсис Причард и Кај Станиленд су аутори издања Текстил и одећа: Средњовековни налази из ископавања у Лондону, око 1150-око1450 (Бојдел Прес, 2001). Тема је такође субјект годишњег серијала, Средњовековна одећа и текстил (Бојдел Прес), који су уредили Робин Нетертон и Гејл Р. Овен-Крокер, емеритус професор англосаксонске културе на Универзитету у Манчестеру.

### Римско царство
За време римског царства постојало је обиље различитих модних стилова и стилова фризура, перика и козметике, иако се сама одећа није мењала. И Грци и Римљани носили су одећу која се само огрне; није било шивене одеће. Одећа цара Диоклецијана била је величанствена и раскошна, израђена од свиле и злата.

### Византија
Византинци су правили и извозили врло богато узорковане тканине, ткане и везене за више слојеве, а отпорно обојене и штампане. У Јустинијаново доба римску тогу је заменила туника, или дугачки хитон, за оба пола, преко које су виши слојеви носили разну другу одећу, попут далматице (далматике), тежег и краћег типа тунике; на десном рамену били су причвршћени кратки и дуги огртачи.
Доколенице и ногавице су се често носиле, али нису истакнуте у приказима богатих; били су повезане са варварима, било европским или персијским.

### Рано-средњовековна Европа
Европска одећа се мењала постепено у годинама од 400. до 1100. године. Људи у многим земљама облачили су се различито, у зависности од тога да ли су се идентификовали са старим романизованим становништвом или новим инвазионим популацијама као што су Франци, Англосаксонци и Визиготи. Мушкарци освајачких народа углавном су носили кратке тунике, са каишевима и видљиве панталоне, ногавице или хеланке. Романизовано становништво и Црква остали су верни дужим туникама римске свечане ношње.
Елита је увозила свилену тканину из византијског, а касније и муслиманског света, а такође вероватно и памук. Такође су могли да приуште бељени лан и обојену и једноставно узорковану вуну ткану у самој Европи. Али везени украси су вероватно били врло раширени, мада се у уметности обично нису могли уочити. Нижи слојеви носили су вуну од локалне или домаће вуне, често необојену, обрубљену украсним тракама, разним везом, тракама тканим или шареним обрубима утканим у тканину на разбоју.

### Високи средњи век и успон моде
Одећа у Европи 12. и 13. века остала је врло једноставна и за мушкарце и за жене и прилично уједначена на целом потконтиненту. Традиционална комбинација кратке тунике са ногавицама за мушкарце из радничке класе и дуге тунике са огртачем за жене и мушкарце више класе остала је норма. Већина одеће, посебно ван богатијих слојева, остала је мало промењена у односу на три или четири века раније.
У 13. веку је забележен велики напредак у бојењу и обради вуне, која је била далеко најважнији материјал за горњу одећу. Лан се све више користио за одећу која је била у директном контакту са кожом. За разлику од вуне, ланено платно се могло опрати и избелити на сунцу. Памук, увезен сиров из Египта и других подручја, коришћен је за поставе и покриваче.
Крсташи који су се враћали са Леванта донели су знање о његовом фином текстилу, укључујући лаку свилу, у западну Европу. У северној Европи свила је био увозни и врло скуп луксуз. Имућнији су могли да приуште ткани брокат из Италије или чак даљих подручја. У модерној италијанској свили овог периода приказивали су се обрасци рундела и животиња, а свила је потицала из османских центара свиларства у Бурси и коначно из династије Јуан у Кини преко Пута свиле.
Историчари културе и ношње слажу се да средина 14. века означава појаву препознатљиве „моде“ у Европи. Од овог века надаље, западњачка мода се мењала темпом прилично непознатом другим цивилизацијама, било древним било савременим. У већини других култура само су велике политичке промене, попут муслиманског освајања Индије, произвеле радикалне промене у одећи, а у Кини, Јапану и Османском царству мода се само мало мењала током периода од неколико векова.
У овом периоду набрана одећа и равни шавови претходних векова замењени су закривљеним шавовима и почецима кројења, што је омогућило одећи да се више прилагоди људском облику, јавила се употреба везивања и дугмића. Мода обојене одеће од две контрастне тканине, по једна са сваке стране, појавила се код мушкараца средином века, и била је посебно популарна на енглеском двору. Понекад би само ногавице имале различите боје на свакој нози.

## Ренесанса и рани модерни период

### Ренесансна Европа
Вуна је и даље била најпопуларнија тканина за све класе, а пратили су је лан и конопља. Вунене тканине су биле доступне у широком спектру квалитета, од грубе небојене тканине до црног финог штофа са баршунастом структуром; квалитетни штоф представљао је окосницу енглеске економије и извозио се широм Европе. Вунене тканине су биле обојене у богате боје, нарочито у црвене, зелене, златне и плаве.
Ткање свиле било је добро успостављено око Средоземља почетком 15. века, а свиле, често свилени сомоти са сребрно-позлаћеним поткама, све се чешће виде у италијанској одећи и у одећи богатих широм Европе. Становити цветни дизајни са мотивом нара или артичоке стигли су у Европу из Кине у претходном веку и постали су доминантан дизајн у османским градовима за производњу свиле, Истанбулу и Бурси, а проширили су се на ткаче свиле у Фиренци, Ђенови, Венецији, Валенсији и Севиљи у овом периоду.
Како је просперитет растао у 15. веку, урбане средње класе, укључујући квалификоване раднике, почеле су да носе сложенију одећу која је, на даљину, пратила моду коју су поставиле елите. Националне варијације у одевању повећавале су се током века.

### Европа раног модерног доба
До прве половине 16. века одећа немачких држава и Скандинавије развијала се у другом смеру од одеће Енглеске, Француске и Италије, иако су све државе апсорбовале отрежњујући и формални утицај шпанске одеће после средине 1520-их.
Црна се све чешће носила у најформалнијим приликама. Чипка је настала од украсне позамантерије средином 16. века, вероватно у Фландрији. У овом веку такође је порастао и оковратник, који је нарастао од пуког воланчића на изрезу кошуље до оковратника величине точка. У свом најекстравагантнијем облику, оковратници су захтевали жичане носаче и били су направљени од фине италијанске чипке.
На прелазу у 17. век могла се уочити оштра разлика између трезвене моде коју су фаворизовали протестанти у Енглеској и Холандији, која је и даље показивала тежак шпански утицај, и светле, ослобађајуће моде француског и италијанског двора.
Велики процват хеклања догодио се у овом периоду. У Француској су основани чипкарски центри како би се смањио одлив готовине у Италију.
Према др. Волф Д. Фуригу, „До друге половине 17. века, Шлеска је постала важан економски стуб Хабсбуршке монархије, углавном захваљујући снази своје текстилне индустрије“.

### Могулска Индија
Могулско царство (од 16. до 18. века) био је најважнији центар за производњу у међународној трговини све до 18. века. До 1750. године Индија је производила око 25% светске индустријске производње. Највећа прерађивачка индустрија у могулској Индији била је производња текстила, посебно производња текстила од памука, небељених и у разним бојама. Индустрија текстила од памука била је одговорна за велики део међународне трговине Индије. Индијски памучни текстил био је најважнија индустријска роба у светској трговини у 18. веку, конзумирана широм света од Америке до Јапана. Најважније средиште производње памука била је провинција Бенгал Субах, посебно око главног града Даке.
Бенгалска свила и памучни текстил извозили су се у великим количинама у Европу, Индонезију и Јапан, а бенгалски муслин из Даке продаван је у централној Азији, где је био познат као текстил „дака“. Индијски текстил је вековима доминирао трговином у Индијском океану, продавао се у трговини Атлантским океаном и имао је 38% удела у западноафричкој трговини почетком 18. века, док је индијски памук био главна сила у Европи, а индијски текстил чинио 20% укупне трговине Енглеске са јужном Европом почетком 18. века.
У раној модерној Европи постојала је значајна потражња за текстилом из могулске Индије, укључујући памучни текстил и производе од свиле. Европска мода је, на пример, постајала све зависнија од могулског индијског текстила и свиле. Крајем 17. и почетком 18. века, могулска Индија чинила је 95% британског увоза из Азије.
Акценат је стављен на украсе жена. Иако је пурда била обавезна за могулске жене, видимо да их то није спречило да експериментишу у стилу и одећи. Абул Фазал напомиње да је шеснаест компоненти украшавало жену. То не укључује само одећу већ и друге аспекте попут мазања тела уљем. Жене су биле веома наклоњене парфемима и мирисима. Накит у могулској традицији није означавао само верске вредности већ и стилски статус.

### Пред-колонијална Северна Америка
Широм Северне Америке људи су израђивали одећу користећи природна влакна попут памука и агаве, као и коже животиња као што су јелени или даброви. Кад су трговци и колонисти дошли из Европе, са собом су довели овце, а путници су високо вредновали даброву кожу посебно због њене топлоте. Трговина дабровом кожом била је један од првих комерцијалних подухвата колонијалне Северне Америке и узрок Ратова даброва.

## Просветитељство и колонијални период
Током 18. века разликовала се комплетна одећа која се носила на Двору и за свечане прилике и обична, као свакодневна дневна одећа. Како су деценије одмицале, све је мање прилика захтевало комплетну одећу која је до краја века готово нестала. Комплетна одећа пратила је стилове француског двора, где су владале богате свиле и сложени везови. Мушкарци су наставили да носе капут, прслук и панталоне како у комплетној одећи, тако и у свакодневним приликама; понекад направљени од исте тканине, што је сигнализирало рађање троделног одела.
Женске силуете имале су мале куполасте обруче током 1730-их и почетком 1740-их година, који су замењени због формалног дворског облачења бочним обручима или подметачима који су се касније проширили на чак три метра са обе стране на двору Марије Антоанете. Мода је достигла врхунац фантазије и обилне украсе, пре него што се ентузијазам за спортове на отвореном, сеоски послови и дуго тињајући покрет ка једноставности и демократизацији одевања под утицајем Жан Жак Русоа а и Америчке револуције довели до потпуно нове моде и тријумфа британског кројења вунених материјала након Француске револуције.
За женске хаљине индијски памук увожен је у Европу у великој количини, а пред крај периода биле су у моди једноставне беле муслинске хаљине.

## Индустријска револуција
Током индустријске револуције, производња тканина је механизована машинама које покрећу воденице и парни мотори. Производња се преусмерила са мале на масовну производњу засновану на линијској производњи. Производња одеће, са друге стране, наставила је да се производи ручно.
Машине за шивење појавиле су се у 19. веку.
Текстил се није правио само у фабрикама. Пре овога, производио се на локалном и националном тржишту. Драматична промена транспорта широм земље један је од извора који је подстакао рад фабрика. Нови производи као што су пароброди, канали и железнице смањили су трошкове испоруке због чега су људи куповали јефтину робу која се производила на другим местима уместо скупље робе која се производила локално. Између 1810. и 1840. године развој националног тржишта утростручио је вредност производње. Ово повећање производње створило је промену у индустријским методама, попут фабричких уместо ручно тканих материјала које су израђивале породице.
Огромна већина људи који су радили у фабрикама биле су жене. Жене су из више разлога одлазиле да раде у фабрике текстила. Неке жене су напустиле дом да живе саме због великог броја укућана. Посао им је омогућио да виде више света, да зараде нешто у ишчекивању брака и да смање број укућана. Радиле су и да би зарадиле новац за породицу код куће. Стицале су осећај независности и успеха.

## Развој у 20. веку
20. век обележавају нове примене на текстилу, као и проналасци синтетичких влакана и компјутеризованих система контроле производње.

### Образовање
У 20. веку индустрија се проширила до те мере да су образовне институције Калифорнијског универзитета основале Одељење за текстил и одећу, Универзитет Небраска-Линколн је такође створио Одељење за текстил, одећу и дизајн, и Државни универзитет Ајове основао је Одељење за текстил и одећу које садржи историју колекције ношњи, 1865–1948.
Чак и средњошколске библиотеке имају збирке о историји одеће и текстила.

### Нове апликације
Променљиви животни стилови, активности и захтеви 20. века фаворизовали су произвођаче одеће који су могли ефикасније да направе да њихови производи имају жељена својства, попут повећане чврстоће, еластичности или трајности. Ова својства се могу применити кроз механичка решења, као што су различити обрасци ткања и плетења, модификацијама влакана или завршном обрадом текстила. Од шездесетих година 20. века могуће је направити текстил отпоран на мрље, пламен, гужвање и микробе. Напредак технологије бојења омогућио је бојење претходно тешко бојивих природних и синтетичких влакана.

### Синтетичка влакна
Након проналаска пластике од нафтних и хемијских корпорација, влакна су се могла израђивати синтетички. Напредак у системима за предење влакана омогућава контролу над пречником и обликом влакана, тако да се синтетичка влакна могу дизајнирати са више прецизности од природних влакана.
Влакна изумљена између 1930. и 1970. године укључују најлон, ПТФЕ (тефлон), полиестер, спандекс и кевлар. Произвођачи одеће су ускоро усвојили синтетичка влакна, често користећи мешавине различитих влакана за оптимална својства. Синтетичка влакна могу се плести и ткати слично природним влакнима.

### Аутоматизација и нумеричко управљање
Почетком 20. века настављен је напредак индустријске револуције. Шездесетих година постојеће машине су опремљене компјутеризованим системима нумеричког управљања (ЦНЦ), што омогућава тачнији и ефикаснији рад. 1983. године Bonas Machine Company Ltd. је представио први рачунарски контролисан, електронски разбој. Напредак у технологији очитавања и обраде података 20. века укључује спектрофотометар за усклађивање боја и машине за аутоматску контролу.

## 21. век
У 2010. години, глобална текстилна индустрија нашла се на удару неодрживих пракси. Показало се да текстилна индустрија у већини фаза производног процеса има негативан утицај на животну средину.
Глобална трговина половном одећом обећава смањење употребе депонија, међутим међународни односи и изазови рециклирања текстила држе тржиште малим у поређењу са укупном употребом одеће.
Напредак у третману текстила, премазивању и бојама има нејасне утицаје на људско здравље, а текстилни контактни дерматитис је све заступљенији међу текстилним радницима и потрошачима одеће.
Научници су идентификовали повећање стопе којом западни потрошачи купују нову одећу, као и смањење животног века одеће. Сугерише се да брза мода доприноси повећаном нивоу текстилног отпада.
Светско тржиште за извоз текстила и одеће у 2013. години, према подацима базе података робне статистике Уједињених нација, износило је 772 милијарде долара.
У 2016. години највеће државе извознице одеће биле су Кина (161 милијарда долара), Бангладеш (28 милијарди долара), Вијетнам (25 милијарди долара), Индија (18 милијарди долара), Хонгконг (16 милијарди долара), Турска (15 милијарди долара) и Индонезија (7 милијарди долара).